# نوویه کاراشیدی
نوویه کاراشیدی (انگلیسی: Novyye Karashidy) یک شهرک در شهرستان اوفیمسکی استان باشقیرستان کشور روسیه است.